# 张玮 (北魏)
张玮，河南郡巩县（今河南省巩义市）人，北魏、东魏官员。
张玮是的父亲张袭是宦官張宗之养兄之子。张玮兄长张颢，官至邵郡太守卒，赠荆州刺史。兄长张璟，官至中散大夫。张玮在东魏武定年间，官至豫州征西府长史。北魏诸宦官大多数都隔世就衰落了，只有趙黑及张宗之的后代，家僮数百，与士族通婚。